# 고기훈
고기훈(高起勳, 1992년 5월 2일~)은 대한민국의 축구 선수이며 포지션은 미드필더이다. K리그 이전에 K3리그의 광주 광산 FC에서 활동했으며, 이후 K리그의 강원 FC에 입단했다.